# Torne kontrakt
Torne kontrakt var ett kontrakt inom Svenska kyrkan i Luleå stift. Det upphörde 1 juli 1990 och församlingarna övergick då till Kalix-Torne kontrakt.  
Kontraktskod var 1107.

## Administrativ historik
Kontraktet bildades 1 juli 1959 
från huvuddelen av då upphörda Norrbottens norra kontrakt
- Övertorneå församling
- Hietaniemi församling
- Korpilombolo församling
- Nedertorneå-Haparanda församling
- Pajala församling
- Muonionalusta församling
- Tärendö församling
- Karl Gustavs församling
- Junosuando församling

1962 bildades
- Svansteins församling

## Kontraktsprostar
| Ämbetstid | Namn                   | Levnadstid | Övrigt                              |
| --------- | ---------------------- | ---------- | ----------------------------------- |
| 1959–1963 | Carl Emanuel Bäckström | 1903–      | Kyrkoherde i Hietaniemi församling. |